# Laurence Ekperigin
Laurence Ekperigin, né le 21 février 1988 à New York aux États-Unis, est un joueur anglais de basket-ball.

## Palmarès
- Vainqueur Eurochallenge 2015 avec la JSF Nanterre.